# Trzygłów (gmina)
Trzygłów (1945–46 Trojanowo) – dawna gmina wiejska istniejąca w latach 1945-1954 w woj. szczecińskim (dzisiejsze woj. zachodniopomorskie). Siedzibą władz gminy był Trzygłów.
Gmina Trojanowo powstała po II wojnie światowej (w czerwcu 1945) na terenie tzw. Ziem Odzyskanych (tzw. III okręg administracyjny – Pomorze Zachodnie). 28 czerwca 1946 gmina Trzygłów – jako jednostka administracyjna powiatu gryfickiego – weszła w skład nowo utworzonego woj. szczecińskiego.
Według stanu z 1 lipca 1952 roku gmina była podzielona na 12 gromad: Barkowo, Baszewice, Jasiel, Kołomąć, Kukań, Łopianów, Smolęcin, Świeszewo, Trzygłów, Waniorowo, Wołczyno i Zagórcze. Gmina została zniesiona 29 września 1954 roku wraz z reformą wprowadzającą gromady w miejsce gmin a z jej obszaru utworzono cztery gromady: Trzygłów, Jasiel, Rybokarty i Rotnowo. Jednostki o nazwie Trzygłów nie przywrócono 1 stycznia 1973 roku wraz z kolejną reformą reaktywującą gminy, a obszar dawnej jednostki wszedł w skład gminy Gryfice.